# Olympische Sommerspiele 1956/Leichtathletik – Marathon (Männer)

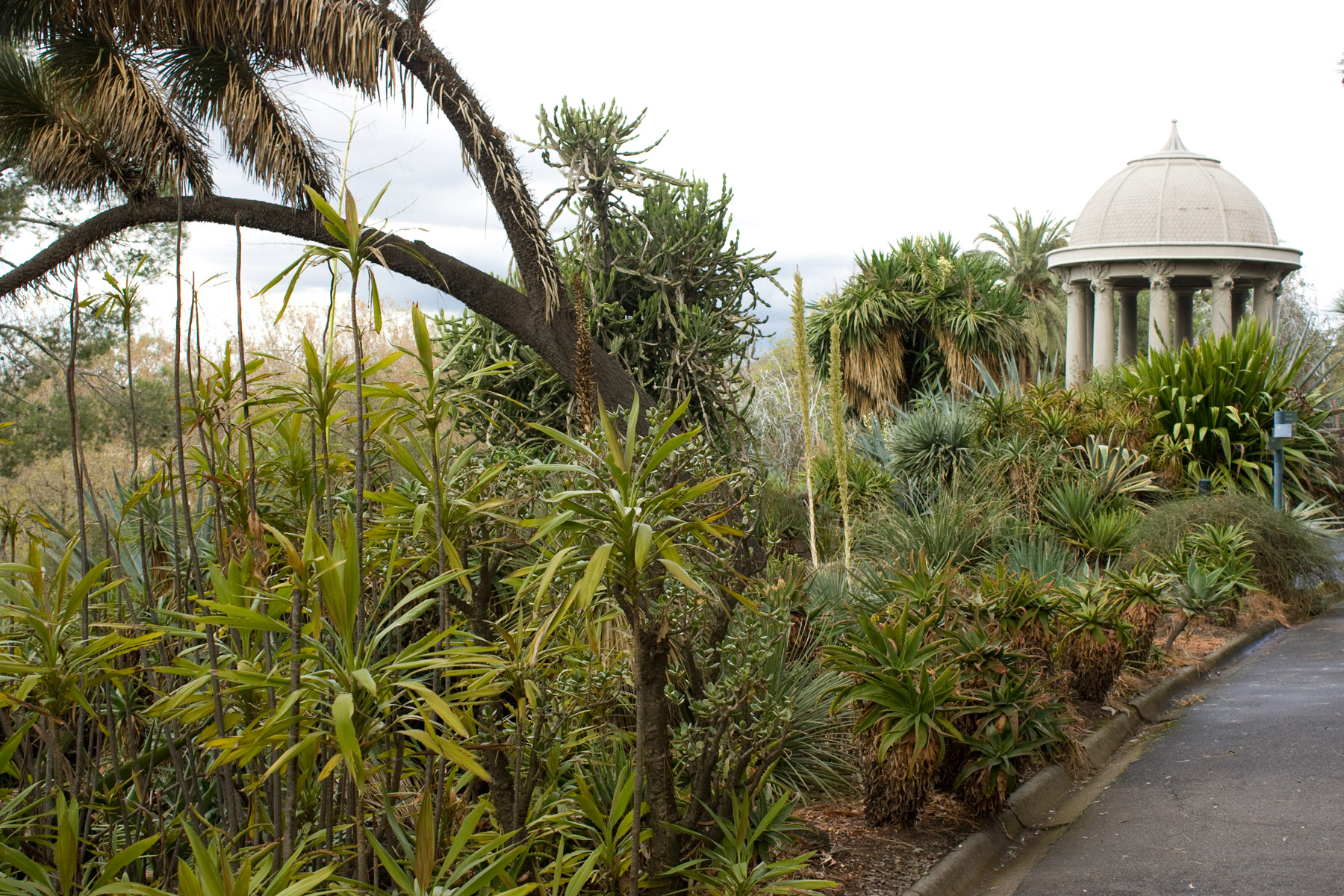
Der Royal Botanic Gardens von Melbourne (hier im Jahr 2010)

Der Marathonlauf der Männer bei den Olympischen Spielen 1956 in Melbourne wurde am 1. Dezember 1956 ausgetragen. 46 Athleten nahmen teil, von denen 33 das Ziel erreichten. Start und Ziel war der Melbourne Cricket Ground.
Olympiasieger wurde der Franzose Alain Mimoun. Er gewann vor dem Jugoslawen Franjo Mihalić und dem Finnen Veikko Karvonen.
Von den deutschen Startern erreichten zwei das Ziel: Lothar Beckert auf Platz neunzehn und Kurt Hartung auf Platz 28. Klaus Porbadnik musste das Rennen aufgeben. Der Österreicher Adolf Gruber erreichte als 23. das Ziel. Schweizer Athleten nahmen nicht teil.

## Bestehende Rekorde/Bestleistungen
Offizielle Rekorde wurden damals in dieser Disziplin außer bei Meisterschaften und Olympischen Spielen aufgrund der unterschiedlichen Streckenbeschaffenheiten nicht geführt.
| Weltbestzeit       | 2:17:39,4 h | Jim Peters ( Großbritannien)     | Chiswick, Großbritannien | 26. Juni 1954 |
| Olympischer Rekord | 2:23:03,2 h | Emil Zátopek ( Tschechoslowakei) | OS Helsinki, Finnland    | 27. Juli 1952 |

Der bestehende olympische Rekord wurde bei diesen Spielen nicht erreicht. Olympiasieger Alain Mimoun verfehlte ihn um 1:56,8 min.

## Streckenführung

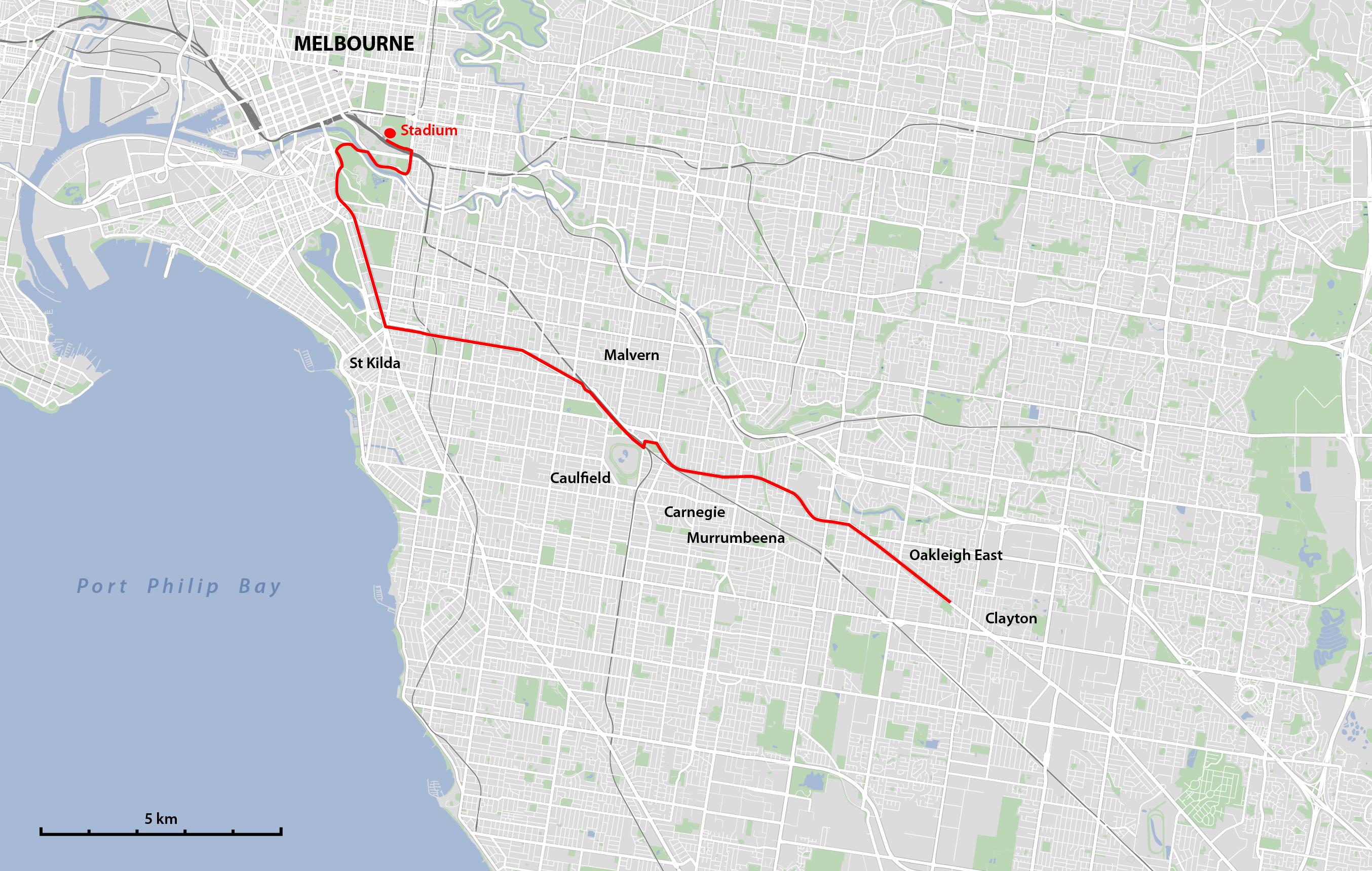
Die Streckenführung in Melbourne

Nach zweieinhalb Stadionrunden führte die Strecke aus dem Stadion heraus und bog auf die Brunton Avenue ein. Danach ging es nach rechts in die Punt Road, auf der die Bahnlinie direkt beim Bahnhof des Stadtteils Richmond überquert wurde. Sofort danach verlief die Route nach rechts in die Swan Street. Auf der Swan Street Bridge wurde der Yarra River überquert. Über die Linlithgow Avenue ging es dann durch den Nordteil der Royal Botanic Gardens. Weiter führte der Weg auf die St. Kilda Road, wo es in südwestlicher Richtung entlang ging. Dann schwenkte die Route links nach Westen in die Dandenong Road. Im Stadtteil Malvern ging es dann südwestlich weiter über die Normanby Road. In Höhe der Pferderennbahn in Caulfield wurde auf der Queens Avenue wieder die Bahnstrecke überquert, anschließend ging es gleich nach rechts wieder in die Dandenong Road. Von da an verlief die Strecke wieder in südwestliche Richtung stetig leicht bergauf an Oakleigh vorbei. Kurz vor Clayton wurde der Wendepunkt erreicht und die Routenverlauf führte auf demselben Weg wieder zurück zum Stadion.

## Rennen und Endergebnis

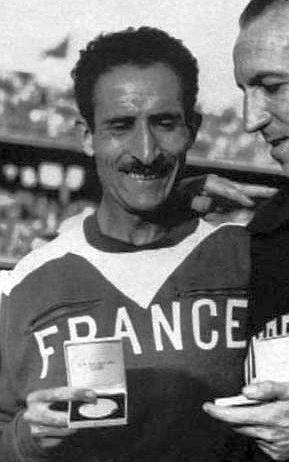
Am Ende seiner Laufbahn wurde Alain Mimoun Olympiasieger

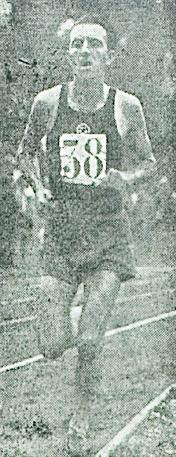
Silber gab es für Franjo Mihalić

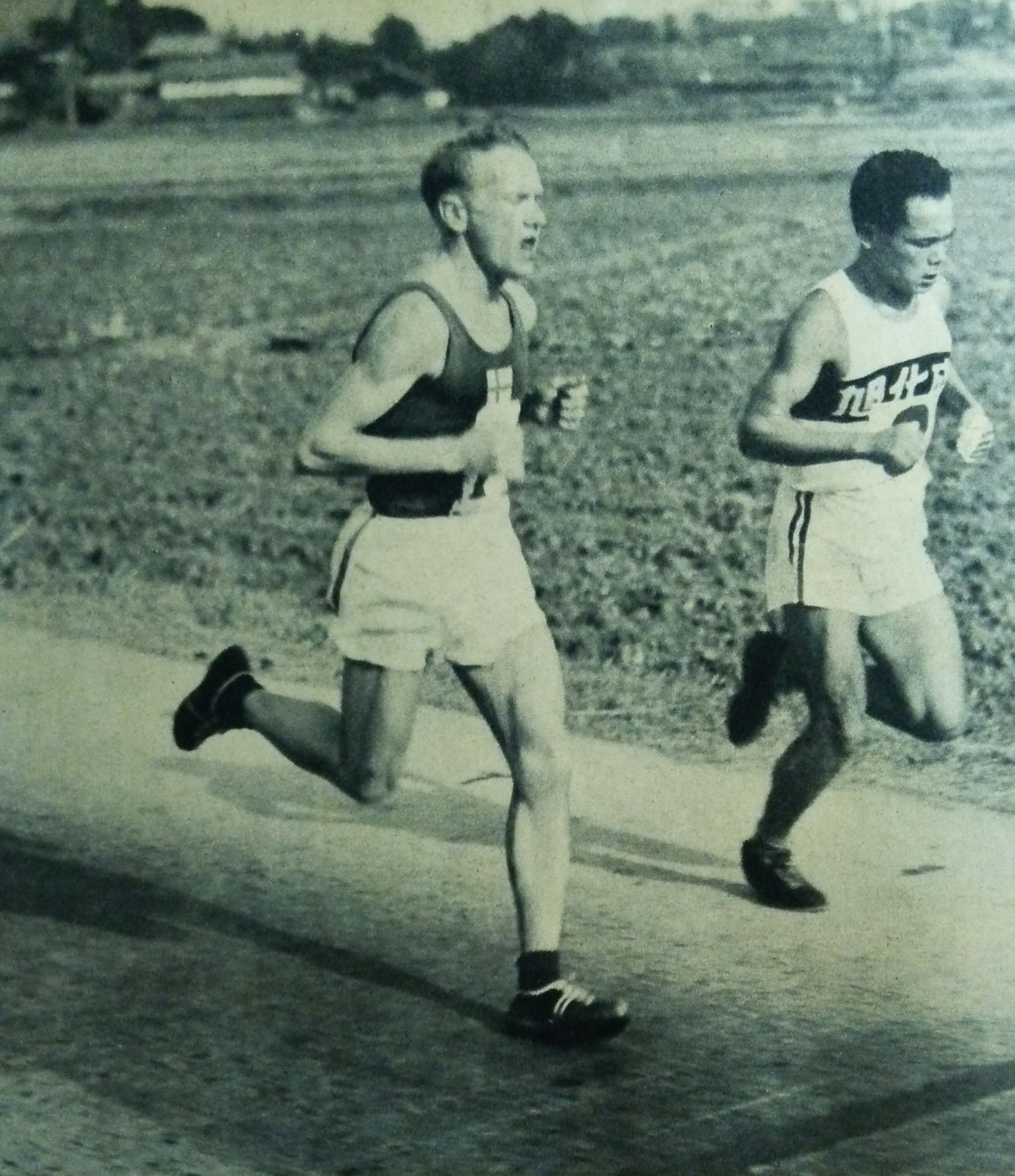
Bronzemedaillengewinner Veikko Karvonen (links) und Kurao Hiroshima (Rang 33)

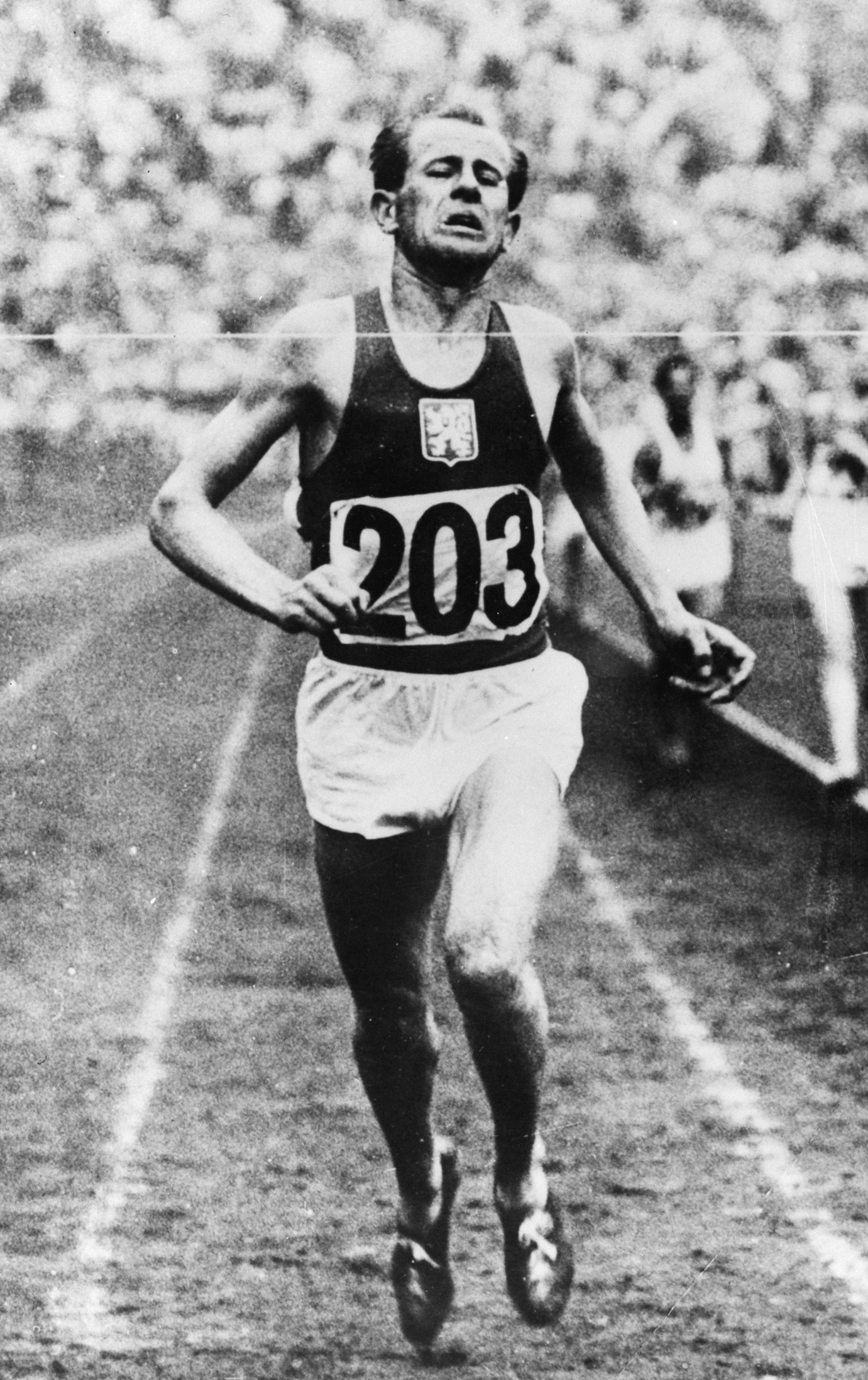
Der Olympiasieger von 1952 Emil Zátopek erreichte Platz sechs

Datum: 1. Dezember 1956, 15.15 Uhr
| Platz | Name                    | Nation                | Zeit      |
| ----- | ----------------------- | --------------------- | --------- |
| 1     | Alain Mimoun            | Frankreich            | 2:25:00 h |
| 2     | Franjo Mihalić          | Jugoslawien           | 2:26:32 h |
| 3     | Veikko Karvonen         | Finnland              | 2:27:47 h |
| 4     | Lee Chang-hoon          | Südkorea              | 2:28:45 h |
| 5     | Yoshiaki Kawashima      | Japan                 | 2:29:19 h |
| 6     | Emil Zátopek            | Tschechoslowakei      | 2:29:34 h |
| 7     | Iwan Filin              | Sowjetunion           | 2:30:37 h |
| 8     | Evert Nyberg            | Schweden              | 2:31:12 h |
| 9     | Thomas Nilsson          | Schweden              | 2:33:33 h |
| 10    | Eino Oksanen            | Finnland              | 2:36:10 h |
| 11    | Arnold Vaide            | Schweden              | 2:36:21 h |
| 12    | Choi Chung-sik          | Südkorea              | 2:36:53 h |
| 13    | Paavo Kotila            | Finnland              | 2:38:59 h |
| 14    | Mercer Davies           | Südafrikanische Union | 2:39:48 h |
| 15    | Harry Hicks             | Großbritannien        | 2:39:55 h |
| 16    | Hideo Hamamura          | Japan                 | 2:40:53 h |
| 17    | Albert Richards         | Neuseeland            | 2:41:34 h |
| 18    | John Russell            | Australien            | 2:41:44 h |
| 19    | Lothar Beckert          | Deutschland           | 2:42:10 h |
| 20    | Nick Costes             | USA                   | 2:42:20 h |
| 21    | John J. Kelley          | USA                   | 2:43:40 h |
| 22    | Muhammad Havlidar Aslam | Pakistan              | 2:44:33 h |
| 23    | Adolf Gruber            | Österreich            | 2:46:20 h |
| 24    | Aurèle Vandendriessche  | Belgien               | 2:47:18 h |
| 25    | Keith Ollerenshaw       | Australien            | 2:48:12 h |
| 26    | Myitung Naw             | Birma                 | 2:49:32 h |
| 27    | Pavel Kantorek          | Tschechoslowakei      | 2:52:05 h |
| 28    | Kurt Hartung            | Deutschland           | 2:52:14 h |
| 29    | Bashay Feleke           | Äthiopien             | 2:53:37 h |
| 30    | Abdul Rashid            | Pakistan              | 2:57:47 h |
| 31    | Arap Sum Kanuti         | Kenia                 | 2:58:42 h |
| 32    | Gebre Birkay            | Äthiopien             | 2:58:49 h |
| 33    | Kurao Hiroshima         | Japan                 | 3:04:17 h |
| DNF   | Ali Baghbanbashi        | Iran                  |           |
| DNF   | Jan Barnard             | Südafrikanische Union |           |
| DNF   | Ron Clark               | Großbritannien        |           |
| DNF   | Eduardo Fontecilla      | Chile                 |           |
| DNF   | Boris Grischajew        | Sowjetunion           |           |
| DNF   | Albert Iwanow           | Sowjetunion           |           |
| DNF   | Giuseppe Lavelli        | Italien               |           |
| DNF   | Fred Norris             | Großbritannien        |           |
| DNF   | Les Perry               | Australien            |           |
| DNF   | Klaus Porbadnik         | Deutschland           |           |
| DNF   | Juan Silva              | Chile                 |           |
| DNF   | Dean Thackwray          | USA                   |           |
| DNF   | Im Hwa-dong             | Südkorea              |           |
| DNS   | Rudy Méndez             | Puerto Rico           |           |
| DNS   | Demissie Gamatcho       | Äthiopien             |           |

| Zwischenzeiten      | Zwischenzeiten | Zwischenzeiten  | Zwischenzeiten |
| Zwischenzeit- marke | Zwischenzeit   | Führender       | 5-km-Zeit      |
| ------------------- | -------------- | --------------- | -------------- |
| 5 km                | 16:25 min      | Arap Sum Kanuti | 16:25 min      |
| 10 km               | 33:30 min      | Paavo Kotila    | 17:05 min      |
| 15 km               | 50:37 min      | Alain Mimoun    | 17:07 min      |
| 20 km               | 1:08:03 h      | Alain Mimoun    | 17:26 min      |
| 25 km               | 1:24:35 h      | Alain Mimoun    | 16:32 min      |
| 30 km               | 1:41:47 h      | Alain Mimoun    | 17:12 min      |
| 35 km               | 1:59:34 h      | Alain Mimoun    | 17:25 min      |
| 40 km               | 2:17:30 h      | Alain Mimoun    | 17:56 min      |

Der Tschechoslowake Emil Zátopek, vier Jahre zuvor dreifacher Olympiasieger auf den Langstrecken, startete hier in Melbourne nur im Marathonlauf und wollte hier seinen Olympiasieg von 1952 wiederholen. Doch Zátopek laborierte an den Folgen eines Leistenbruches und war nicht im Vollbesitz seiner Kräfte. Die Favoritenrolle fiel in erster Linie an den Franzosen Alain Mimoun, der allerdings bereits 35 Jahre alt war. Bei den Olympischen Spielen 1948 und 1952 war Mimoun über 5000 und 10.000 Meter dreimal von Zátopek geschlagen worden und hatte sich jedes Mal mit Silber begnügen müssen. Auch bei den Europameisterschaften 1950 war der Franzose dem Tschechoslowaken zweimal unterlegen gewesen. Zátopek hatte 1952 in Helsinki sein Marathondebüt gegeben, diesmal war es Mimoun, der diese Strecke zum ersten Mal in Angriff nahm.
Das Rennen wurde am 1. Dezember um 15.15 Uhr gestartet. Zum ersten Mal in der olympischen Geschichte gab es beim Marathon einen Fehlstart. Bei sonnigem Wetter (ca. 30° C) war das Anfangstempo hoch. Bei Kilometer fünf hatte sich das Feld in die Länge gezogen. In der Führungsposition lagen der Kenianer Arap Sum Kanuti, der Koreaner Lee Chang-hoon und der Südafrikaner Mercer Davies. Mimoun hielt sich in der Verfolgergruppe. Bei Kilometer zehn ging der Finne Paavo Kotila in Führung, gefolgt von den sowjetischen Athleten Iwan Filin und Albert Iwanow, dem Briten Fred Norris, seinem Landsmann Veikko Karvonen, Mimoun und Kanuti.
Das Rennen wurde im weiteren Verlauf zunächst von Führungswechseln bestimmt. Bei Kilometer fünfzehn lagen Mimoun, Filin und der US-Läufer John Kelley in Führung, eine dreizehnköpfige Verfolgergruppe war nahe hinter ihnen. Beim Wendepunkt griff Mimoun an und übernahm die Führung. Bei Kilometer 25 bestand die Verfolgergruppe nur noch aus Karvonen und dem Jugoslawen Franjo Mihalić, sie lagen knapp eine Minute hinter Mimoun. Weitere zwanzig Sekunden zurück folgten der Japaner Yoshiaki Kawashima, der Schwede Evert Nyberg und Zátopek. Bei Kilometer dreißig war Mimouns Vorsprung auf 72 Sekunden angewachsen. Karvonen, Kawashima und Mihalić bildeten die erste Verfolgergruppe, weitere fünfzig Sekunden dahinter lag Zátopek auf Rang fünf.
Bei Kilometer 35 hatte sich Mihalić ein wenig von Karvonen lösen können. Dreißig Sekunden dahinter kam Kawashima, gefolgt von Zátopek und Lee. Bei Kilometer vierzig lagen die vier Erstplatzierten jeweils knapp eine Minute auseinander. Mimoun lief vor Mihalić und Karvonen. Lee und Zátopek hatten die Plätze getauscht. Im Stadion konnte Mimoun seine letzte Runde vollenden, bevor Mihalić einlief. Auch dieser konnte seine Runde laufen, bevor Karvonen ins Stadion kam. Und wieder dauerte es einige Zeit, bis die nächsten Läufer eintrafen. Kawashima kam ins Stadion, gleich gefolgt von Lee, der ihn dann auf der Zielgeraden noch überholen konnte. Zátopek erreichte das Ziel als Sechster. Von den 33 Läufern, die das Ziel erreichten, brauchten 32 weniger als drei Stunden.
Alain Mimoun gelang der erste französische Olympiasieg im Marathonlauf.

Franjo Mihalić gewann die erste jugoslawische Marathonmedaille.

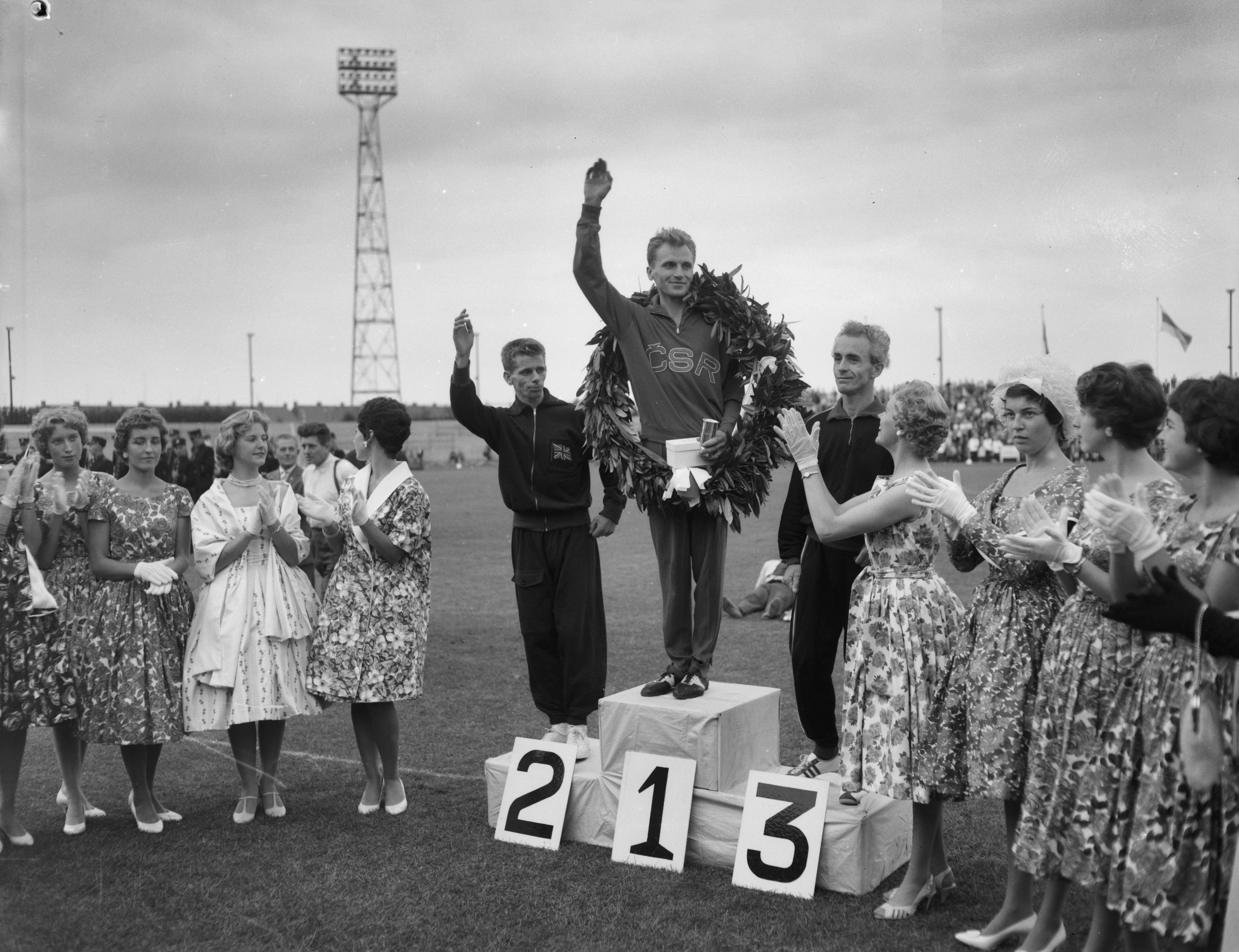
Adolf Gruber (auf dem Foto einer Siegerehrung im Jahr 1959 ganz rechts) kam auf Rang 23
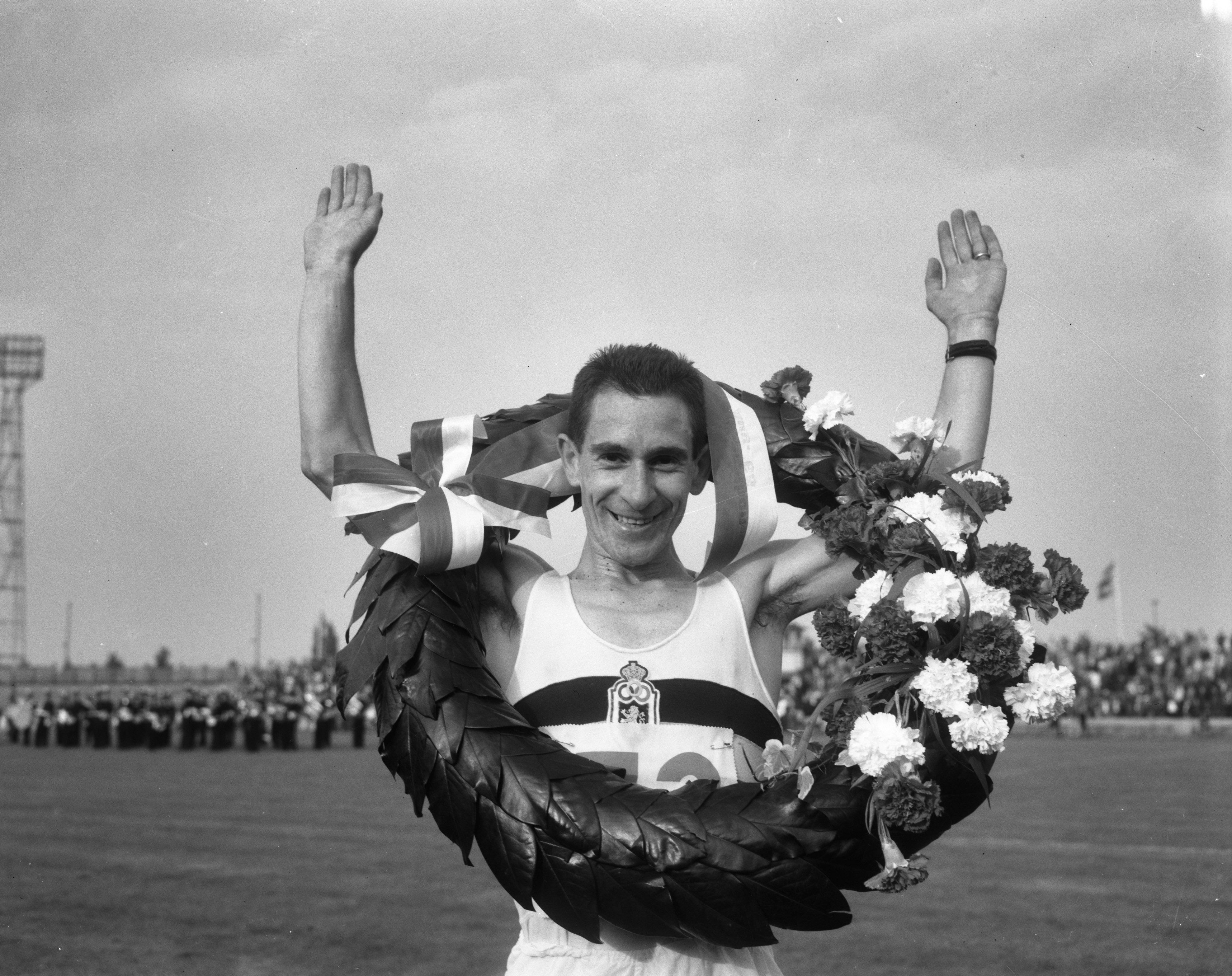
Aurèle Vandendriessche (hier im Jahr 1963) belegte Platz 24
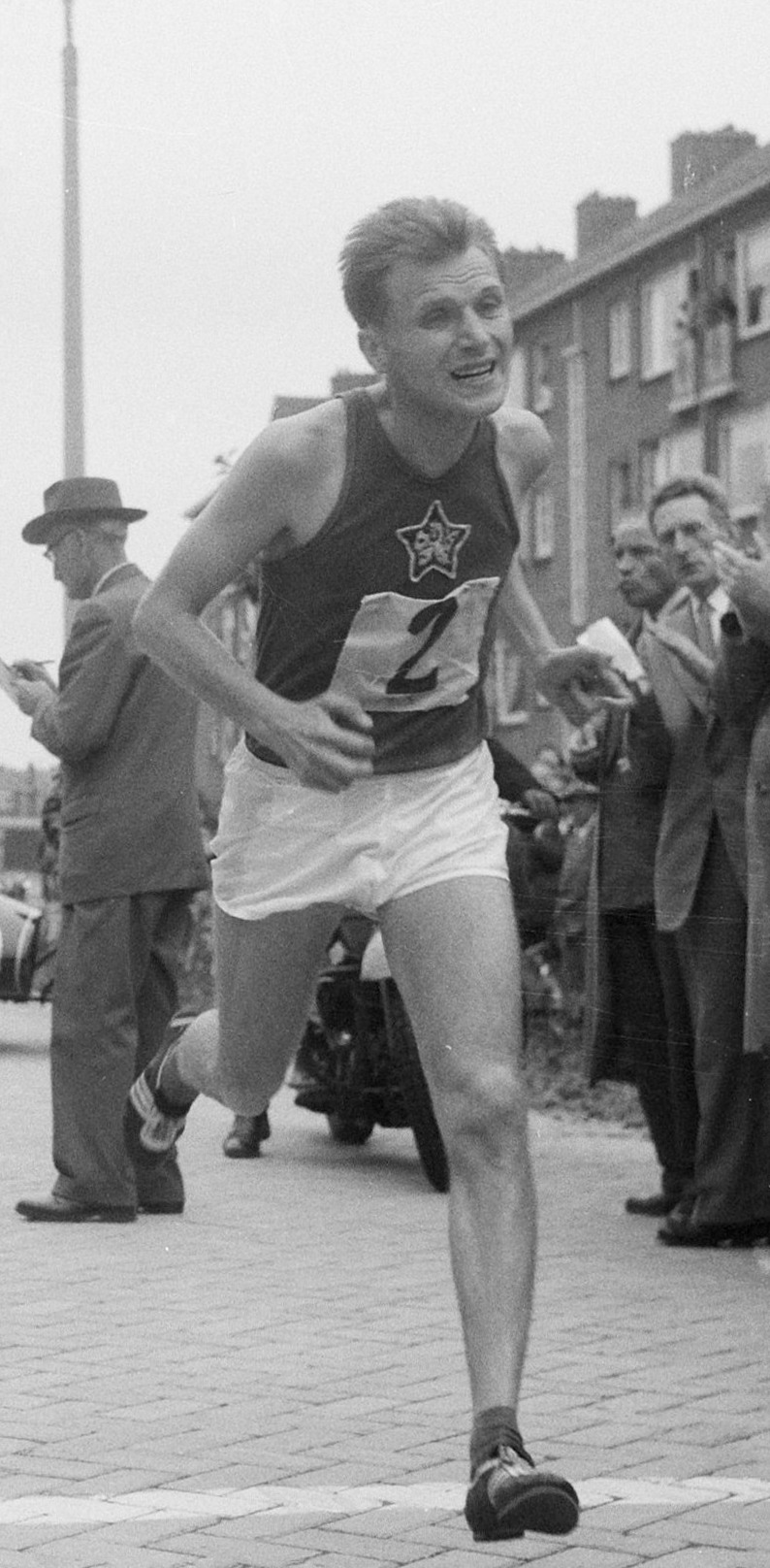
Pavel Kantorek – Rang 27
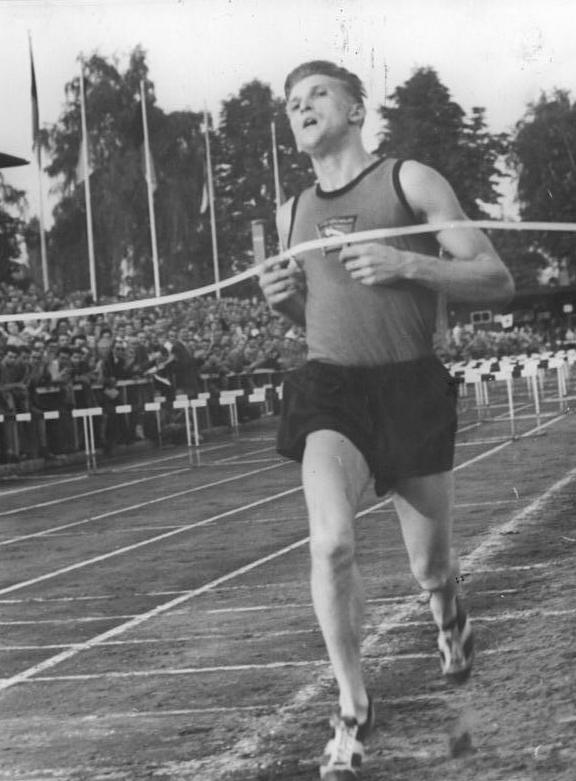
Klaus Porbadnik musste das Rennen aufgeben

## Videolinks
- Melbourne 1956 Olympic Marathon | Marathon Week, youtube.com, abgerufen am 14. August 2021
- Alain Mimoun Marathon Melbourne 1956, youtube.com, abgerufen am 3. Oktober 2017
- Melbourne 1956 Official Olympic Film - Part 2 | Olympic History, Bereich: 8:45 min bis 8:45 min, youtube.com, abgerufen am 14. August 2021
- Melbourne 1956 Official Olympic Film - Part 5 | Olympic History, Bereich: 9:55 min bis 20:14 min, youtube.com, abgerufen am 14. August 2021